# Agenor (imię)
Agenor – imię męskie pochodzenia greckiego. Wywodzi się od słowa oznaczającego „mężny”, „bohaterski”.
Agenor imieniny obchodzi: 22 czerwca.
Postacie fikcyjne noszące imię Agenor:
- Agenor z opery Król pasterz Wolfganga Amadeusa Mozarta
- Tytułowy bohater opowiadania Psy Agenora Janusza A. Zajdla

Zobacz też:
- (1873) Agenor